# Progresso 9
Progresso 9 (em russo:  Прогресс 9) foi uma nave espacial soviética de carga, não tripulada, lançada em abril de 1980 para reabastecer a estação espacial Salyut 6.

## Lançamento
O Progresso 9 foi lançado em 27 de abril de 1980 do Cosmódromo de Baikonur na SSR do Cazaquistão. Ele usou um foguete Soyuz-U.

## Destruição
Permaneceu em órbita até 22 de maio de 1980, quando foi desorbitado. A queima em órbita ocorreu às 00:44 UTC e a missão terminou às 01:30 UTC.